# Bowie w Warszawie
Bowie w Warszawie – dramat Doroty Masłowskiej, który został wydany w 2022 w Krakowie przez Wydawnictwo Literackie.
18 grudnia 2021 w Teatrze Studio w Warszawie miała premierę sztuka o tym samym tytule; „Bowie w Warszawie” jest jej formą książkową.
Dramat określany jest jako tragifarsa. Podzielony jest na trzy akty, każdy mający po kilka scen. W książce wizyta Davida Bowiego w Warszawie w 1976 stanowi tło dla głównego wątku, jakim jest sprawa kryminalna Dusidamka z Mokotowa, którą próbuje rozwiązać milicjant Wojciech Krętek.
Autorem ilustracji do książki jest Mariusz Wilczyński.